# Aeonium bollei
Aeonium bollei är en fetbladsväxtart som beskrevs av Kunkel. Aeonium bollei ingår i släktet Aeonium och familjen fetbladsväxter. Inga underarter finns listade i Catalogue of Life.